# آب‌انبار اندقان
آب‌انبار اندقان مربوط به دوره پهلوی است و در شهرستان جاجرم، بخش جلگه سنخواست، دهستان چهارده سنخواست، روستای اندقان واقع شده و این اثر در تاریخ ۲۶ اسفند ۱۳۸۶ با شمارهٔ ثبت ۲۲۲۰۶ به‌عنوان یکی از آثار ملی ایران به ثبت رسیده است.